# ندای وظیفه ۳
ندای وظیفه ۳ (به انگلیسی: Call of Duty 3) یک بازی سبک اول شخص تیراندازی از سری ندای وظیفه که توسط شرکت اکتیویژن در سال ۲۰۰۶ برای پلی‌استیشن ۳، ایکس‌باکس ۳۶۰، پلی‌استیشن ۲، وی، ایکس‌باکس منتشر شد. این نسخه تنها بازی از مجموعه ندای وظیفه است که برای ویندوز منتشر نشد.

## داستان
این داستان به نبرد نیروهای فرانسوی، آمریکایی، هلندی، بریتانیایی و کانادایی پس از نبرد نورماندی می‌پردازد. این نیروها در ابتدا وارد دهکده‌ی فالز می‌شوند.

#### بخش آمریکایی
در این بخش بازیکن هدایت سرباز نیکولز، که به تازگی وارد فرانسه شده و به لشکر ۲۹ پیاده‌نظام پیوسته، را برعهده می‌گیرد. او با هم‌رزمانش از جمله گروهبان‌‌‌ فرانک مک‌کولین، سرجوخه مایک دیکسون و سرباز لروی هاکسلی آشنا می‌گردد. نیکولز و دوستانش در عملیات تصرف ‌‌سن-لو‌‌‌‌‌‌‌‌ شرکت می‌کنند و در آنجا سرباز سالواتوره گوتزو، یک اپراتور رادیو که بعداً به جوخه‌ی آن‌ها می‌پیوندد را برای نخستین بار ملاقات می‌کنند. در ادامه جوخه‌ی آن‌ها به لشکر ۹۰ پیاده‌نظام پیوسته و به منطقه‌ی امنی مملو از درخت، در سن‌ ژرمن سور، جایی که نبرد شدیدی از بالای پرچین‌ها در جریان است، فرستاده می‌شوند. کمی بعد لشکر ۹۰ به شهر ماین‌‌‌ حمله می‌‌کند. در آنجا هکسلی وظیفه دارد بمب‌هایی که دشمن در پل کار گذاشته  و به شدت از آن محافظت می‌کند، خنثی نماید. هاکسلی پیش از تمام شدن  کارش پایش مجروح می‌شود و  گروهبان مک‌کولین کار او را ادامه می‌دهد و بمب‌ها را خنثی می‌نماید، اما در این بین کشته می‌شود. 
پس از آن دیکسون فرماندهی جوخه را به دست می‌گیرد و به درجه‌ی گروهبانی ارتقا می‌یابد. سپس جوخه مسئول پاکسازی فورت دِاکووِس می‌شود تا گردان دوم بتواند وارد شهر شود و چند مهندس جنگ را که چند روز پیش، در جنگل گم شده‌اند، را بیابند. در این شهر نیکولز مواد منفجره را در دو انبار آذوقه‌ی آلمان‌ها کار می‌گذارد و در آخر با خمپاره آخرین راه‌بند جاده‌ای آلمان‌ها را نیز از بین می‌برد. سپس جوخه پاکسازی یک شهر در همان حوالی را که یک چهارراه حیاتی‌ای در جبهه است، را برعهده می‌گیرد. در آخر عملیات دیکسون مجروح می‌شود، اما نجات می‌یابد. پس از آن آن‌ها از طریق فاضلاب میانبر زده و چهارراه را تسخیر می‌کنند. علی رغم پیروزی آن‌ها تنش‌ها میان دیکسون و گوتزو بالا می‌گیرد؛ همان‌طور که میان گوتزو و مک‌کولین پیش آمده بود. سپس جوخه برای کمک به آزادی یک چهارراه حیاتی دیگر در له بورگ سن لئونارد فرستاده می‌شود. نیروهای آلمانی میان نیروهای آمریکایی در جنوب و نیروهای بریتانیایی، کانادایی و لهستانی در شمال به دام می‌افتند. سپس دستور داده می‌شود که از شهر دفاع کنند و نگذارند نیروهای باقیمانده‌ی دشمن فرار کنند.
کمی بعد جوخه‌ی نیکولز و یگان‌های مدافع آمریکایی، زیر آتش شدید نیروهای آلمانی که قصد فرار دارند، قرار می‌گیرند. پس از مبارزه‌ و چندین بار عقب‌نشینی، گوتزو سعی می‌کند نیروی هوایی را برای بمباران موقعیت آلمانی‌ها خبر کند، اما فرستنده‌ی رادیویی او توسط آتش دشمن از بین می‌رود. بالاخره گوتزو موفق به تعیین موقعیت‌های دشمن می‌شود، اما خودش در آخرین موقعیت مجروح می‌شود. همانطور که موقعیت‌های دشمن در حال بمباران توسط نیروهای دشمن است، دیکسون و نیکولز برای نجات گوتزو می‌روند، اما دیکسون هنگامی که به نزدیکی خط متفقین می‌رسد، تیر می‌خورد. گوتزو که از مرگ دیکسون متزلزل و خشمگین شده، رهبری جوخه را بر عهده می‌گیرد و آن‌ها را به یاری نیروهای مدافع آمریکایی باقیمانده‌ می‌برد تا شهر را پس بگیرند. در همین هنگام نیروی پشتیبانی هوایی و زمینی می‌رسند و نیروهای آلمانی مجبور به تسلیم می‌شوند. دو روز بعد اعضای جوخه به طور رسمی درجه می‌گیرند. گوتزو به درجه‌ی گروهبانی و نیکولز و هکسلی به درجه‌ی سرجوخگی می‌رسند.

#### بخش بریتانیایی
در این بخش بازیکن کنترل گروهبان جیمز دویل از سرویس هوایی ویژه را بر عهده دارد که در کنار سرجوخه دانکن، کیث، ویلکینز و سرگرد جرالد اینگرام می‌جنگد و برای کمک به نیروی مقاومت فرانسویان در کوه‌ها و کم‌کردن توانایی جنگ نیروهای آلمانی در نبرد نرماندی، با چتر نجات در فرانسه فرود می‌آیند. اما کمی قبل از رسیدن گروه، در نقطه‌ای نزدیک شهر تاسی، آن‌ها گلوله باران می‌شوند و دویل و ویلکینز به اجبار از گروه جدا می‌شوند. ویلکینز کمی بعد از فرود کشته می‌شود، اما دویل توسط پیر لاروچ، رهبر ماکیس نجات می‌یابد و نزد گروه دویل می‌روند. پس از آن به وسیله‌ی دو جیپ با نام‌های «ورا» و «لین» به چند موقعیت دشمن، از جمله یک توپخانه ضدهوایی حمله می‌کنند. سپس به یک پایگاه مانور که بعنوان دفتر مرکزی آلمان‌ها عمل می‌کند، حمله می‌کنند تا یک زندانی گروه ماکیس به نام مارسل را نجات بدهند. پس از فرار و بازیابی جوخه، آشکار می‌شود مارسل پیش از دستگیری سعی کرده نقشه‌های آلمانی‌ها را از یک کارخانه‌ی سوخت بدزدد. کیث که جلوی خود را گرفته تا اعضای مقاومت و به طور کلی فرانسویان را تحقیر نکند، بلافاصله شروع به بحث با لاروچ می‌کند و به عدم اعتماد به نفس در ماکیس استناد می‌کند و به طور خاص بی‌اعتمادی‌اش به مارسل را ابراز می‌کند. پس از به دست آوردن نقشه‌ها، نیروی هوایی ویژه و ماکیس به کارخانه‌ی سوخت حمله می‌کنند تا ذخیره‌ی سوخت و امکانات تولیدی آن را نابود کنند. در حین حمله یکی از جیپ‌ها به نام ورا چندین آسیب جدی می‌بیند و رها می‌شود و دویل در ستیز با یک سرباز آلمانی بر روی تانکر سوخت نزدیک است جان ببازد. پس از انفجار امکانات کارخانه، دویل، کیث و مارسل تصمیم می‌گیرند فرار کنند. در این حین ماشین اینگرام توسط آتش دشمن منفجر می‌شود و ظاهراً اینگرام جان می‌بازد. پس از بازگشت کیث، لاروچ را سرزنش می‌کند که چرا انقدر سریع از عملیات خارج شده است. او رهبر ماکیس را ترسو و مارسل را همکار آلمان‌ها می‌خواند. پس از تخریب کارخانه‌ی سوخت یگان می‌فهمد که اینگرام هنوز زنده است و در یک روستا در همان نزدیکی به اسارت در آمده است. با وجود مخالفت‌های لاروچ، دویل و کیث عملیات نجاتی را برای اینگرام و چند اسیر ماکیس ترتیب می‌دهند. در این عملیات ایزابل دوفانتن، یکی از اعضای ماکیس کشته می‌شود. مارسل که در سوگ مرگ اوست توسط کیث آرام می‌شود و کیث یاد می‌گیرد تا به گروه ماکیس و شجاعتشان احترام بگذارد.

#### بخش کانادایی
در این بخش بازیکن کنترل سرباز کول را از لشکر چهارم زرهی بر عهده دارد که توسط کهنه سرباز جنگ جهانی اول ژان-گای رابیچاد فرماندهی می‌شود. رابیچاد یک جوخه را در ارتفاعات آرگل و ساترلند رهبری می‌کند و گروهبان جاناتان کالارد، سرباز کایل پترسون و اپراتور ارتباطات رادیویی جوخه سرباز لزلی بارون که به طور مکرر توسط رابیچاد به خاطر بی‌تجربگی و پیدا نبودن او در مبارزات اذیت می‌شود، او را یاری می‌کند. دسته‌ی آن‌ها به یک مجموعه‌ی صنعتی آلمانی در نزدیکی تیلی‌لا کامپاین در فرانسه شبیخون می‌زند و جوخه حرکتش به سمت توپخانه‌ی آلمان‌ها و نزدیکی مرز ادامه می‌دهد و چندین تانک را نابود می‌کنند. سپس مناطق جنگلی را پاکسازی می‌کنند تا نیروهای متفق بتوانند از آن ناحیه عبور نمایند. سپس با دیگر یگان‌های کانادایی به یاری نیروهای لهستانی مدافع تپه ۲۶۲ می‌روند. پس از آن‌که اپراتور ارتباطات رادیویی لشکر اول زرهی لهستان کشته می‌شود، بارون توسط رابیچاد به آن دسته منتقل می‌شود. لزلی بارون که از این حرکت رابیچاد رنجیده اعتراض می‌کند که آنطور که او فکر می‌کند ترسو نیست. سپس جوخه‌ی کول مأموریت می‌یابد تا خدمه‌ی یک تانک گرفته شده‌ی کانادایی را نجات دهند، اما جوخه توسط یک تانک تایگر ۲ تحت فشار گذاشته می‌شود. آن‌ها در حالی که تلاش می‌کردند تا از آتش تانک در امان بمانند، جوخه انبار مهمات دشمن را که دقیقاً زیر تانک است پیدا می‌کند و با کار گذاشتن مواد منفجره سعی می‌کند انبار و تانک را با هم از بین می‌برند، اما پس از آنکه مواد منفجره به طور خودکار در انبار عمل نمی‌کند، کالارد به انبار برمی‌گردد و به صورت دستی آن را به کار می‌اندازد و برای نابودی تایگر خودش را فدا می‌کند. کول و رابیچارد نیز توسط انفجار بی‌هوش می‌شوند. کمی بعد که کول و رابیچارد بیدار می‌شوند می‌فهمند کالارد برای صلیب ویکتوریا (بالاترین نشان لیاقت در کشورهای همسود بریتانیا) پیشنهاد شده و به درجه‌ی سرجوخه نیز مفتخر شده بود. کمی بعد یگان برای کمک به نیروهای کانادایی و لهستانی مدافع تپه ۲۶۲ اعزام می‌شوند.

#### بخش لهستانی
این بخش حول شخصیت سرجوخه بوهاتِر وویچیچ، یک راننده‌ی تانک شرمن از لشکر یکم زرهی لهستان و خدمه‌اش شامل سرگرد اِستان پاپاجَک یاکوویچ، سرجوخه خواکیم لوسی رود رودینسکی، لوکاس بنگ‌بوم کووالسکی و سرباز مارک بکسا اولان شکل گرفته است. آن‌‌ها به نیروهای کانادایی و بریتانیایی در منطقه کمک می‌کنند و همچنین نیروهای یاوویچ در پاکسازی مناطق اطراف شرکت می‌کنند و پس از درگیری با نیروهای زرهی دشمن برای تسخیر تپه‌ی ۲۶۲ که در میان لهستانی‌ها به نام «مِیس» شناخته شده است، پیش می‌روند. بوهاتر و خدمه‌‌اش نیز یک تانک بدنام تایگر ۲ را که به نام بارون سیاه شناخته می‌شود، را نابود می‌کند. سپس به نیروهای مدافع تپه‌ی ۲۶۲ می‌پیوندند و آتش شدید حملات مستأصلانه‌ی باقیمانده‌ی لشکر هفتم آلمان را برای فرار را تحمل می‌نمایند. کمی پس از شروع حمله تانک بوهاتر از بین می‌رود و خدمه مجبور می‌شوند در کنار پیاده‌نظام مبارزه را ادامه دهند. نیروهای بوهاتر در نبرد با آلمان‌ها آن‌ها را به سمت قله‌ی تپه عقب می‌رانند اما در این میان رودینسکی کشته می‌شود. سپس لزلی بارون از نیروهای کانادایی به آن‌ها می‌پیوندد و در کنار بوهاتر به تهیه‌ی مهمات مورد نیاز او برای نابودی تانک‌های آلمانی می‌پردازد. پس از آن‌که نیروها به سمت بالای تپه عقب‌نشینی می‌کنند، بارون نمی‌پذیرد عقب برود و تحت تأثیر حرف‌های روبیچارد (که او را ترسو خوانده بود) اصرار می‌کند به جنگیدن ادامه دهد و پشت سر هم فریاد می‌زند «ترسو نیستم». بارون هنگام مشاجره با اولان تیر خورده و کشته می‌شود و اولان وظیفه‌ی رساندن پیام‌های رادیویی و اخذ پشتیبانی از توپخانه را برعهده می‌گیرد. بالاخره نیروی هوایی سلطنتی کانادا می‌رسد و آلمان‌ها را دفع می‌کند و پس از رسیدن نیروهای کانادایی، سرانجام تپه‌ی ۲۶۲ در دست متفقین قرار می‌گیرد. سپس یاکوویچ با روبیچاد دیدار می‌کند و می‌گوید تصمیم دارد اجساد نیروهای لهستانی را جمع‌آوری کند و معتقد است آلمان‌ها به زودی شکست خواهند خورد، اما روبیچاد به او یادآوری می‌کند که هنوز راه فراری برای آلمان‌ها در چمبوا وجود دارد که آمریکایی‌ها باید جلوی آن‌ها را بگیرند.

## نقدها
ندای وظیفه ۳ به‌طور کلی نمرات بسیار خوب و نقدهای مثبتی از منتقدین دریافت کرد اما در مجموع بازی امتیازات پائین تری نسبت به ندای وظیفه ۲ گرفت. این بازی هم چنین جوایز زیادی برای طراحی هنری و موسیقی گرفت.
| گردآورنده  | امتیاز                                                             |
| ---------- | ------------------------------------------------------------------ |
| گیم‌رنکینگز | 82.51% (X360) 81.23% (PS3) 82.73% (Xbox) 82.17% (PS2) 69.91% (Wii) |
| متاکریتیک  | 82/100 (X360) 80/100 (PS3) 83/100 (Xbox) 82/100 (PS2) 69/100 (Wii) |

| ناشر        | امتیاز                                                |
| ----------- | ----------------------------------------------------- |
| وان‌آپ.کام   | C+ (X360)                                             |
| یوروگیمر    | 7/10 (X360) 5/10 (Wii)                                |
| گیمز ریدار+ | 8/10 (X360) 8/10 (PS3) 7/10 (Wii)                     |
| گیم‌تریلرز   | 8.2/10                                                |
| آی‌جی‌ان      | 8.8/10 (X360) 7.8/10 (PS3) 8.8/10 (Xbox) 7.6/10 (Wii) |